# Giuseppe Duso
Giuseppe (Bepi) Duso (Treviso, 1942) è un filosofo italiano, professore di filosofia politica all'Università degli studi di Padova.

## Biografia accademica
Studioso dei concetti della politica moderna e riconosciuto per i suoi interventi su Althusius, sul giusnaturalismo moderno, sulla filosofia classica tedesca e sulla filosofia politica del Novecento. Giuseppe Duso ha studiato all'Università di Padova e di Würzburg e si è laureato nel 1966 con una tesi su Hegel interprete di Platone. Nel 1971 è diventato assistente di Storia della filosofia e nel 1972 Professore di Storia della logica. Dal 1983 insegna presso l'Università di Padova Storia della filosofia politica. Dal 2012 in pensione, continua a lavorare in ambito internazionale. Dirige dal 1977 un Gruppo di ricerca sui concetti politici, collegato ad esperienze di ricerca in Europa e in America. È stato membro della redazione delle riviste "Il Centauro" e Laboratorio politico. Membro della Direzione della rivista "Filosofia politica" dal 1987, anno della sua fondazione, è stato membro fondatore dell'associazione "Centro di ricerca sul lessico politico europeo", insieme a Roberto Esposito, Alessandro Biral, Adone Brandalise, Nicola Matteucci e altri. Nel 1999 ha fondato con alcuni colleghi il Centro Interuniversitario di Ricerca sul Lessico Politico e Giuridico Europeo (CIRLPGE), con sede presso l'Istituto suor Orsola Benincasa a Napoli, di cui è attualmente Direttore. Ha tenuto corsi di Storia della Filosofia politica, di Filosofia politica e di Analisi dei Linguaggi e dei Concetti Politici presso l'Università di Padova fino al 12 giugno 2012. In occasione della sua ultima lezione "ufficiale", gli allievi del gruppo di ricerca padovano sui concetti politici hanno edito in suo onore il volume "Concordia discors. Scritti in onore di Giuseppe Duso" (Padova University Press). Il 27 maggio 2015 l'Universidad Nacional de San Martín gli conferisce la laurea honoris causa per il suo lavoro accademico in quanto "costituisce un fondamento teorico indispensabile per comprendere l'attualità".

## Contributo teorico
Giuseppe Duso è tra i principali fautori italiani di una riflessione sui concetti del politico, che si inserisce nel solco della Begriffsgeschichte tedesca di Otto Brunner, Werner Conze, Reinhart Koselleck. Nei confronti di quest'ultima il gruppo padovano coordinato da Duso ha elaborato una originale linea di ricerca caratterizzata in modo duplice dalla filosofia: in primo luogo in quanto i concetti che si affermano e si diffondono con la Rivoluzione francese sono esaminati nella loro genesi, che avviene nell'ambito delle dottrine del contratto sociale e dei sistemi di diritto naturale; ma soprattutto perché filosofico è il movimento di pensiero di chi pratica una storia concettuale consistente nell'interrogare e mettere in questione (nel senso dell'elenchos socratico)   concetti (diritti, uguaglianza, libertà, potere, democrazia) che sono in genere ritenuti ovvii sia nel dibattito intellettuale, sia nella lotta politica. La storia concettuale consiste in questo modo nel comprendere la genesi, la logica e le aporie dei fondamentali concetti politici moderni. Come spiega Sandro Chignola, «il termine "storia dei concetti" (Begriffsgeschichte) compare per la prima volta nelle Vorlesungen über die Philosophie der Geschichte di G. W. F. Hegel. Stanti le caratteristiche di quel testo, non si sa se il termine sia di conio hegeliano, o non piuttosto frutto di interpolazione. Esso allude ad una delle tre modalità storiografiche discusse da Hegel, ed in particolare alla "storia interpretativa" (reflektierte Geschichte), che indirizza la storia generale (Weltgeschichte) alla filosofia, da un punto di vista universale. Quest'uso linguistico della BsG. resta senza seguito. La tradizione storico-concettuale evolve invece, tra il XVIII secolo ed il XIX, nell'alveo della lessicografia filosofica tedesca.
 Nella riflessione di Duso, la filosofia politica da una parte coincide con il lavoro critico della storia concettuale, e dall'altra tende, sulla base delle aporie emerse, a trovare linee di orientamento per un nuovo pensiero della politica. In tal modo viene messa in questione la modalità generalmente accettata di pensare la politica, che ha la sua radice nello sviluppo teorico che va dalla nascita della sovranità moderna sulla base del concetto di libertà ai concetti fondamentali delle nostre costituzioni democratiche, in particolare sovranità del popolo e rappresentanza politica.  Il lavoro critico sui concetti moderni ha perciò una sua ricaduta nella messa in questione del dispositivo formale sia della democrazia rappresentativa che della democrazia diretta, e nel tentativo di pensare la politica mediante nuove categorie.

## Pubblicazioni principali
- Hegel e Platone, Padova, 1969
- Contraddizione e dialettica nella formazione del pensiero fichtiano, Argalìa, Urbino, 1974
- Weber: razionalità e politica (ed.), Arsenale, Venezia, 1980
- La politica oltre lo Stato: Carl Schmitt (ed.), Arsenale, Venezia, 1981
- Il contratto sociale nella filosofia politica moderna (ed.), Il Mulino, Bologna, 1987
- Filosofia politica e pratica del pensiero: Eric Voegelin, Leo Strauss e Hannah Arendt (ed.), FrancoAngeli, Milano, 1988
- Il potere. Per la storia della filosofia politica moderna (ed.),  Carocci, Roma, 1999 (disponibile per lo scaricamento: https://concpolpd.hypotheses.org/117 Archiviato il 28 gennaio 2022 in Internet Archive.)[4]
- La logica del potere. Storia concettuale come filosofia politica, Laterza, Roma-Bari, 1999, (Polimetrica, Monza 2007 (disponibile per lo scaricamento: https://concpolpd.hypotheses.org/248)[4]
- La libertà nella filosofia classica tedesca. Politica e filosofia tra Kant, Fichte, Schelling e Hegel (ed. con Gaetano Rametta), Milano, FrancoAngeli, 2000
- La rappresentanza politica: genesi e crisi del concetto, Franco Angeli Milano, 2003 (disponibile per lo scaricamento: https://concpolpd.hypotheses.org/201)[4] (Duncker & Humblot, Berlin, 2006 - disponibile per lo scaricamento: https://concpolpd.hypotheses.org/268; Buenos Aires, 2016)[4]
- Oltre la democrazia. Un itinerario attraverso i classici (ed.), Carocci, Roma, 2004
- Sui concetti giuridici e politici della costituzione dell'Europa (ed. con Sandro Chignola), FrancoAngeli, Milano, 2005
- Crise de la démocratie et gouvernement de la vie, (ed. con Jean François Kervégan), Polimetrica, Monza, 2007 (disponibile per lo scaricamento: https://concpolpd.hypotheses.org/120)[4]
- Ripensare la costituzione. La questione della pluralità, (ed. con Mario Bertolissi e Antonino Scalone), Polimetrica, Monza, 2008.
- Storia dei concetti e filosofia politica, (con Sandro Chignola), FrancoAngeli, Milano, 2008 (Madrid 2009)
- Come pensare il federalismo? Nuove categorie e trasformazioni costituzionali (ed. con A. Scalone), Polimetrica, Monza 2010 (disponibile per lo scaricamento: https://concpolpd.hypotheses.org/255)[4]
- Thinking about Politics beyond Modern Concepts, in New Paths in Political Philosophy, «The New Centennial Rewiew», 2, 2010, pp. 73-97
- Begriffsgeschichte and the Modern Concept of Power, in Political Concepts and Time. New Approaches to Conceptual History I, ed. J. F. Sebastián, Cantabria University Press, Santander 2011, pp. 275-304
- Idea di libertà e costituzione repubblicana nella filosofia politica di Kant, Polimetrica, Monza, 2012 (disponibile per lo scaricamento: https://concpolpd.hypotheses.org/207)[4]
- Ripensare la rappresentanza alla luce della teologia politica, in «Quaderni fiorentini per la storia del pensiero giuridico moderno», XLI (2012), pp. 9-47 (disponibile per lo scaricamento: http://www.centropgm.unifi.it/cache/quaderni/41/0011.pdf[collegamento interrotto])
- Libertà e costituzione in Hegel, FrancoAngeli, Milano, 2013
- Parti o partiti? Sul partito politico nella democrazia rappresentativa, in «Filosofia politica», 1/2015, pp. 11-38.
- Buon governo e agire politico dei governati: un nuovo modo di pensare la democrazia? (A proposito di P. Rosanvallon, Le bon gouvernement), in «Quaderni fiorentini per la storia del pensiero giuridico moderno», XLV (2016), pp. 619-650 (disponibile per lo scaricamento: http://www.centropgm.unifi.it/cache/quaderni/45/0625.pdf[collegamento interrotto])

## Onorificenze
- Laurea honoris causa in Filosofia Universidad Nacional de San Martin, Buenos Aires, Argentina, 2015.